# Acalolepta kuniyoshii
Acalolepta kuniyoshii là một loài bọ cánh cứng trong họ Cerambycidae.